# Kanaarister expansus
Kanaarister expansus är en skalbaggsart som först beskrevs av Sylvain Auguste de Marseul 1879.  Kanaarister expansus ingår i släktet Kanaarister och familjen stumpbaggar. Inga underarter finns listade i Catalogue of Life.